# 孤立特異点
数学の複素解析の分野において、孤立特異点（こりつとくいてん、英: isolated singularity）とは、その近くに他の特異点が存在しない特異点のことを言う。言い換えると、ある複素数 z0 が函数 f の孤立特異点であるとは、z0 を中心とする開円板 D で、D {\displaystyle \setminus } {z0} 上では f が正則となるようなものが存在することを言う。
孤立特異点はその扱いやすさに応じて、可除特異点・極・真性特異点の三種類に分類される。
ローラン級数や留数定理のような、複素解析における多くの重要な結果においては、函数のすべての特異点が孤立していることが要求されている。
函数解析学の一般的な見地から正式に言うと、ある函数 {\displaystyle f} の孤立特異点とは、その函数の定義されるある開集合において「位相的に孤立している」点のことである。

## 例
- 函数 {\displaystyle {\frac {1}{z}}} は 0 を孤立特異点として持つ。

- 余割函数 {\displaystyle \csc \left(\pi z\right)} はすべての整数を孤立特異点として持つ。

## 非孤立特異点
一変数の複素函数は、孤立特異点の他にも特異的な挙動を示すことがある。すなわち、次の二種類の非孤立特異点が存在する：
- 密集点（cluster point）、すなわち、孤立特異点の極限点：それらがすべて極であり、従ってローラン級数展開を許すとしても、その極限においてはそのような展開は可能とならない。

- 自然境界（natural boundary）、すなわち、その周りで函数が解析接続できないような非孤立集合（例えば曲線）。あるいはリーマン球面内の閉曲線に対しては、その外側。

### 例
- 函数 {\displaystyle \tan \left({\frac {1}{z}}\right)} は {\displaystyle \mathbb {C} \backslash \{0\}} において有理型であり、すべての {\displaystyle n\in \mathbb {N} _{0}} に対して {\displaystyle z_{n}=\left({\frac {\pi }{2}}+n\pi \right)^{-1}} はその単純極である。{\displaystyle z_{n}\rightarrow 0} であるため、{\displaystyle 0} を中心とするすべての穴あき円板はその内部に無限個の特異点を持ち、したがって {\displaystyle \tan \left({\frac {1}{z}}\right)} に対する {\displaystyle 0} のまわりでのローラン展開は存在しない。そのような点 {\displaystyle 0} は実際、密集点である。

- 函数 {\displaystyle \csc \left({\frac {\pi }{z}}\right)} に対して、特異点 0 は孤立特異点ではない。実際、0 に近い任意の整数の逆数において付加的な特異点が存在する。ただしそれらの逆数における特異点はそれ自身孤立している。

- マクローリン級数 {\displaystyle \sum _{n=0}^{\infty }z^{2^{n}}} として定義される函数は、{\displaystyle 0} を中心とする開円板の内側で収束し、単位円板をその自然境界として持つ。